# Jacky Schwartzmann
 (mars 2017).
Si vous disposez d'ouvrages ou d'articles de référence ou si vous connaissez des sites web de qualité traitant du thème abordé ici, merci de compléter l'article en donnant les références utiles à sa vérifiabilité et en les liant à la section « Notes et références ».
Pour les articles homonymes, voir Schwartzmann.
Jacky Schwartzmann, né le 30 juillet 1972 à Besançon (Doubs), est un écrivain français.

## Biographie
Après un passage par la fac de philosophie, Jacky Schwartzmann enchaîne les petits boulots alimentaires. Son dernier emploi, dans une entreprise multinationale, lui a inspiré son roman Mauvais Coûts dans lequel on suit les tribulations d'un acheteur cynique et misanthrope, aussi amoral que l'entreprise qui l'emploie.
Il vit désormais de ses écrits, romans, scénarios de bandes dessinées et de longs métrages. Par le biais de l'humour noir, les romans de Schwartzmann abordent des thématiques sociales, comme le monde du travail ou le racisme ordinaire[réf. nécessaire].
Il pratique la course à pied en amateur, ce qui l'a amené à disputer les 42 km de Pyongyang.

## Œuvres

### Romans
- Bad Trip, Hugo et Cie, 2008 / Pocket, 2009
- Mauvais Coûts, La Fosse aux ours, 2016 (lauréat du prix de la Page 111[2])
- Demain c’est loin, Éditions du Seuil, 2017
- Pension complète, Éditions du Seuil, 2018[3]
- Pyongyang 1071, éditions Paulsen, 2019[4],[5]
- Le Coffre, avec Lucian-Dragos Bogdan, La fosse aux ours, 2019,  (ISBN 978-2357071513)
- Kasso, Éditions du Seuil, 2021
- Plan de vol, Éditions Faction, 2023
- Shit, Éditions du Seuil, 2023
- Le Théorème du kiwi, Médium, 2024
- Bastion, Éditions du Seuil, 2025

### Bande dessinée
- Stop work - Les Joies de l'entreprise moderne, scénario de Jacky Schwartzmann, dessin de Morgan Navarro, Dargaud, 2020
- Habemus Bastard - 1/2 L’être nécessaire, scénario de Jacky Schwartzmann et Sylvain Vallée, dessin de Sylvain Vallée, coloriste Elvire De Cock, Dargaud, 2024
- Habemus Bastard - 2/2 Un cœur sous une soutane, scénario de Jacky Schwartzmann et Sylvain Vallée, dessin de Sylvain Vallée, coloriste Elvire De Cock, Dargaud, 2024

### Théâtre
- 2011 : La Cravate, pièce coécrite avec Denis Robert, théâtre du Rond-Point[6]

## Prix et distinctions

### Prix
- Prix de la page 111 (2016) pour Mauvais Coûts[7]
- Prix Transfuge 2017 du meilleur espoir polar pour Demain c’est loin
- Prix du roman noir du Festival international du film policier de Beaune pour Demain c’est loin[8]
- Prix Amila-Meckert 2018 pour Demain c’est loin[9]
- Prix "Libri Sparti", Prix des collégiens de Corse 2025, pour son ouvrage Le théorème du kiwi - Médiathèque de Castagniccia Mare è Monti[réf. nécessaire]

### Nominations
- Trophée 813 2023 de la nouvelle pour Allez vous faire foot[10]
- Grand prix de littérature policière 2023 (roman francophone) pour Shit ![11]